# Port'Alba
Port'Alba je ostatak jednih od gradskih vrata u Napulju, Italija. Nalazi se na sjeverozapadnom rubu Piazze Dante, sjeverno od Vanvitellijeve kolonade, koja zaklanja bastion u koji su uklesana vrata. Vrata vode s trga u pješačku uličicu, Via d'Alba s trgovinama s glazbenim instrumentima, knjigama i restoranima. Prolaz u konačnici vodi do trga Piazza Bellini.
Vrata su izgrađena relativno kasno, a otvorio ih je tek 1625. Antonio Alvárez od Toleda, vojvoda od Albe, španjolski potkralj Napulja. Prethodno je bio poznat kao Porta Sciuscelle zbog mahunarki koje su rasle izvan vrata.

## Vanjske poveznice
|  | Zajednički poslužitelj ima još gradiva o temi Port'Alba |